# 제니퍼 로버트슨

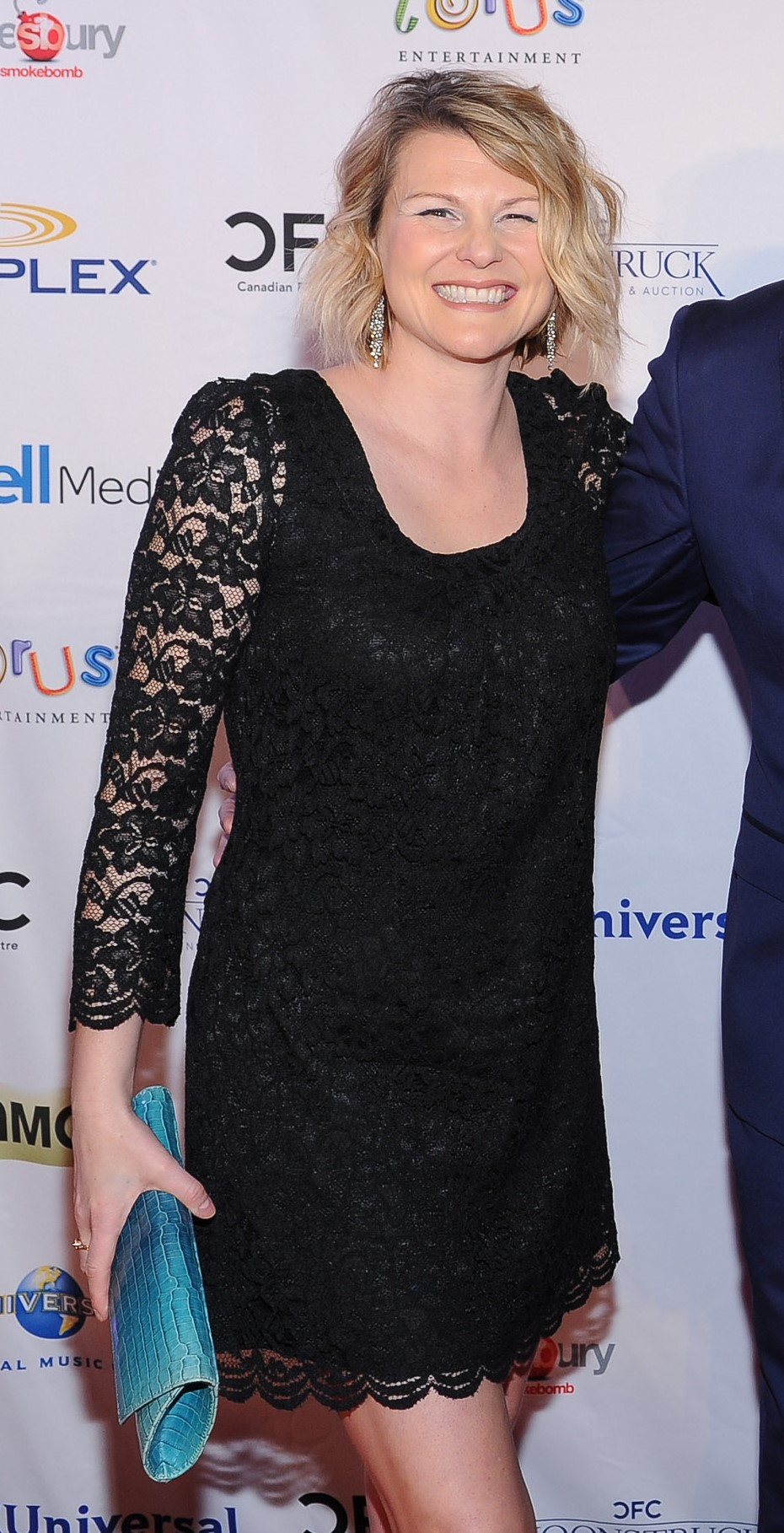

제니퍼 로버트슨(Jennifer Robertson, 1971년 ~ )은 캐나다의 배우이다.
캐나다에서 태어났다.

## 영화
- 언더커버 그랜파 (2016년)
- 다섯 번째 계절 (2005년)
- 비버리힐즈의 아이들 (1990년)